# Acidodontium lanceolatifolium
Acidodontium lanceolatifolium är en bladmossart som beskrevs av Harumi Ochi 1980. Acidodontium lanceolatifolium ingår i släktet Acidodontium och familjen Bryaceae. Inga underarter finns listade i Catalogue of Life.